# Extreme Behavior
Extreme Behavior er et album af det canadiske rockband Hinder. 
Albummet indeholder sangene:
1. Get Stoned
2. How Long
3. By The Way
4. Nothin Good About Goodbye
5. Bliss (I Don't Wanna Know)
6. Better Than Me
7. Room 21
8. Lips Of An Angel
9. Homecoming Queen
10. Shoulda